# Manavazo de Colbafora
Manavazo (em latim: Manavazus; em grego: Μονοβάζος; romaniz.: Monobázos; em armênio: Մանավազը; romaniz.: Manawaz) foi um nobre armênio do século IV, ativo durante o reinado do rei Tigranes VII (r. 339–350). 

## Nome
Manavazo (em latim: Manavazus) é a forma latina do armênio Manavaz (Մանավազը, Manawaz), que derivou do iraniano antigo *Manavaza (*Mana-vа̄zа̄-), "progredindo através do espírito". Foi registrado em grego como Monobazo (em grego: Μονοβάζος, Monobázos).

## Vida
Manavazo pertencia à família principesca de Colbafora, em Gogarena, que Cyril Toumanoff propôs ter sido um ramo cadete da dinastia que governava à época o vitaxado de Gogarena. Aparece pela primeira vez em 341/2, quando foi convocado à corte pelo rei Tigranes VII (r. 339–350). Na ocasião, foi um dos nobres armênios que receberam a missão de conduzir Hesíquio I, o Parta para ser consagrado católico em Cesareia Mázaca. Foi identificado com príncipe anônimo de Colbafora que, em 363, no rescaldo da Paz de Nísibis assinada pelo Império Sassânida e o Império Romano, rebelou-se contra o rei Ársaces II (r. 350–368) e apoiou o xainxá Sapor II (r. 309–379).